# Violinsonate Nr. 2 (Beethoven)
Die Violinsonate Nr. 2 in A-Dur, op. 12 Nr. 2, ist eine Sonate für Violine und Klavier von Ludwig van Beethoven.

## Entstehung
Die Violinsonaten op. 12 entstanden in den Jahren 1797 und 1798 und wurden 1798 unter dem Titel Tre Sonate per il Clavicembalo o Forte-Piano con un Violino mit einer Widmung an Beethovens Lehrer Antonio Salieri verlegt.

## Zur Musik
In seinen Violinsonaten setzte Beethoven bei Wolfgang Amadeus Mozart an, der begonnen hatte, die Violine von einem bis dahin begleitenden zu einem gleichberechtigten Partner des Klaviers zu entwickeln. Beethoven folgt Mozarts Vorbild in Anzahl und Aufbau der Sätze. Beethovens Violinsonaten sind vom Dialog zwischen Klavier und Violine geprägt und schockierten das zeitgenössische Publikum, das bis dahin lediglich Unterhaltungsmusik gewohnt war, durch den Einsatz von Synkopen sowie eigenwillige Modulationen und Rhythmen.

### 1. Satz: Allegro vivace
Während im Klavier ein aus einer sich wiederholenden Zweitonfigur bestehendes Thema über anderthalb Oktaven verarbeitet wird, verweilt die Violine mit Triolen im mittleren Register. Nach dem Erscheinen kontrastierender Elemente kehrt die Zweitonfigur in der Coda als Höhepunkt des Satzes zurück.
Der Musikwissenschaftler Wolfgang Osthoff sieht in der Gliederung des Satzanfanges (4+4+2+2 Takte) ein „Sprechen in Tönen“.
Erstmals bei Beethoven ist die Coda länger als die Durchführung und nimmt damit quasi den Rang einer zweiten Durchführung ein; ferner finden sich in der Coda Ambitionen zur Verarbeitung des Themas.

### 2. Satz: Andante più tosto Allegretto
Das in a-Moll stehende, von ernster und melancholischer Stimmung geprägte Andante più tosto Allegretto ist nach dem Schema A–B–A'–Coda aufgebaut. Im Gegensatz zum bisherigen Verlauf der Sonate sind die Stimmen von Klavier und Sonate in diesem Satz eng miteinander verflochten. Der A-Teil wird bei seiner Wiederholung nach dem B-Teil von einer neu eintretenden Stimme begleitet.

### 3. Satz: Allegro piacevole
Das Allegro piacevole ist ein Rondo nach konventionellem Aufbau.

## Wirkung
In Bezug auf die Neuartigkeit der Musik bescheinigte die Allgemeine musikalische Zeitung dem Komponisten im Jahr 1799, dass er „einen eigenen Gang“ gehe und in den Sonaten op. 12 „keine Natur, kein Gesang“, stattdessen aber „Eine Sträubigkeit, für die man wenig Interesse fühlt,“ und „ein Anhäufen von Schwierigkeit auf Schwierigkeit“ vorhanden seien. Demgegenüber verglich Robert Schumann im Jahr 1836 Beethoven mit einer „Himmelssonnenblume“, zu der sich „der Name Beethoven entfaltet“ habe.

### Belege
- Harenberg Kulturführer Kammermusik. Bibliographisches Institut & F. A. Brockhaus, Mannheim 2008, ISBN 978-3-411-07093-0.
- Jürgen Heidrich: Violinsonaten. In: Beethoven-Handbuch. Bärenreiter, Kassel 2009, ISBN 978-3-476-02153-3, S. 466–475.
- Lewis Lockwood: Beethoven: Seine Musik – sein Leben. Metzler, Stuttgart/Weimar 2009, ISBN 978-3-476-02231-8, S. 76 ff.

### Weiterführende Literatur
- Dieter Rexroth: 3 Violinsonaten D-Dur, A-Dur und Es-Dur op. 12. In: Interpretationen 1994. Band 1. S. 83–89.